# Subsonica
Subsonica — італійський альтернативний рок-гурт, створений 1996 року в Турині.
За свою кар'єру вони випустили шість студійних альбомів і продали всього чотириста тисяч копій дисків, а крім того, отримали багато премій і нагород, а саме: Premio Amnesty Italia, MTV Europe Music Award, Premio Italiano della Musica, Italian Music Awards, Premio Grinzane Cavour, TRL Award, а також участь у фестивалі «Санремо».

## Біографія[2]

### Початок
Subsonica утворилися влітку 1996 року, поєднуючи деяких найкращих представників туринської альтернативної сцени. Макс Казаччі, гітарист і вмілий добирач звуків, був учасником реґґе-гурту Africa Unite, а Буста і Самуель Умберто Романо грали разом у гуртові Amici di Roland. Нінджа, після досвіду в Karamamma, Base та інших менших гуртах, грав на ударних як професіональний музикант на гастролях Орнелли Ваноні. П'єрфанк співпрацьовував з багатьма італійськими співаками, серед яких Лоредана Берте та Марчелла Белла.
Самуель запропонував назвати гурт «Sonica», як звалась пісня Марлени Кунц, а Макс запропонував «Subacqueo», назву пісні, яку він написав, коли грав у гурту Africa Unite. Щоб не було чвар, Максова наречена вирішила з'єднати обидві назви, і вийшло «Subsonica». Перше самоспродюсоване демо містило п'ять пісень і дозволило їм підписати контракт зі звуковою компанією Mescal.

### Перший однойменний альбом (1997—1999)
Навесні 1997 року, пісня синглу «Istantanee» вийшов альбом «SubsOnicA», перший диск гурту.
Того самого року було записано, за порадою Антонелли Рудджеро, «Il video sono io» та «Per un'ora d'amore», дві пісні гурту Матья Базар, використані в альбому «Registrazioni moderne». Пісню «Per un'ora d'amore» було вибрано як перший сингл з альбому Рудджеро, а кліп на цю пісню, в якому вони брали участь, зробив їх популярними. 1998 року вони здавали концерти в Італії, майже 150 концертів від січня до жовтня.
Вийшли сингли «Cose che non ho», «Radioestensioni» та «Preso blu» (цю пісню Казаччі спочатку написав для гурту Africa Unite, але виявилось, що вона не пристосована для голосу Бунни), який ще містив дві інструментальні п'єси, реміксовані та опубліковані в Англії на лондонськім лейблу Lacerba, яка доручила роботу ді-джеям Residente Filters e Terminal Head. Звідси пісня «U.f.o.», яка потрапила на сьоме місце в чартах англійського журналу Dj Magazine. В кінці вересня вони взяли участь у кліпі на пісню «Me siente» гурту 99 Posse. В грудні альбом «SubsOnicA» перевидали, приєднуючи його до концертного міні-альбому «Coi piedi sul palco».
Альбом відкривався піснею «Come se», присвяченою Сільвії Баральдніні, і має вплив 1990-х років. «Електронні» звуки таких англійських звукових компаній, як Ninjatune e Mo' Wax, нові ритмічні межі стилю джанґл («Giungla Nord»), перші експерименти гурту Chemical Brothers («Onde quadre»), даунбіт («Nicotina Groove») були початковими натхненнями, які Subsonica перевели на музику і грали. Вокал Самуеля зміг змінили мелодію та ритмічну чутливість, завдяки досвіду Макса Казаччі у міксера створено було рівновагу між піснями та звуками. Юнак Буста, який мав лише Atari та семплер Akai, був царем лупа, а Нінджа, своїм стилем, зумів поєднати барабани з семплами.

### «Microchip emozionale»та Санремо (1999—2002)
В червні 1999 року вийшов сингл «Colpo di pistola», перший сингл з альбому «Microchip emozionale», який вийшов у вересні того самого року. Частину нового альбому було презентовано на MTV Day у Болоньї, того дня, коли басиста П'єрфанка замінив Вісьйо. В жовтні вийшов сингл «Liberi tutti», в дуеті з Даньєле Сільвестрі (2011 року пісня стала музичним фондом для рекламної кампанії «Я голосую»).
2000 року вони взяли участь у фестивалі «Санремо», виступаючи з піснею «Tutti i miei sbagli», і, хоча вони потрапили лише на одинадцяте місце, в днях фестивалю це був найпроданіший сингл в Італії. Перевидання альбому «Microchip emozionale» стало спочатку золотим диском, а пізніше платиновим.
В четвертого синглу, «Disco labirinto», є надзвичайний кліп, перший досвід відеокліпу, сумісного з людьми з порушенням слуху. Кліп, у якому знімався співак Морґан (який співав з гуртом), лідер гурту Bluvertigo (від якого Subsonica взяли найбільшу частину свого стилю), зняв Лука Пасторе за ідеєю студії «Elastico». Вони отримали приз на MTV Europe Music Award у Стокгольмі як найкращі виконавці Італії та на ІМПі в категоріях «Найкращий диск» та «Найкращий гурт» (за них голосували також для «Найкращого туру»).

### «Amorematico»(2002—2004)
Після синглу «Nuvole rapide», 11 січня 2002 року вийшов альбом «Amorematico», який лише за тиждень посів перше місце в чартах найпроданіших дисків і за кілька днів став золотим. В цьому третьому альбомі вони співпрацюють із Мауріціо Арчері та Крістіною Мозер, більш відомими під назвою Krisma, в пісні «Nuova ossessione» та з Роджером Рамою в піснях «Nuvole rapide» та «Sole silenzioso». 2 лютого почався новий тур «Amorematico Tour» з Вельвету у Ріміні та закінчився 11 жовтня в Беллінцоні (Швейцарія). Кілька днів перед тим вони отримали, разом з Мануелем Анєллі, вокалістом гурту Afterhours, Марко Паренте та Крістіною Доною премією Ґринцане Кавур. В листопаді, після останнього синглу «Gente tranquilla» в дуеті з мароккінським репером Рачидом, вони вдруге отримали премію на конкурсі «MTV Europe Music Award» як найкращі італійські виконавці, а через кілька днів вони дістали премію на конкурсі «Italian Music Awards» за графічний проект альбому «Amorematico» і за аранжування пісні «Nuvole Rapide». Рік завершується новим платиновим диском: 100.000 проданих копій.
7 лютого 2003 року вийшов подвійний концертний альбом «Controllo del livello di rombo», записаний на турі альбому «Amorematico». Було включено три нові пісні («Non chiedermi niente», «Livido amniotico» в дуеті з Веронікою та «L'errore») і почався новий чотиримісячний тур. Почався він в італійських паласпортах. На форумі в Ассаго було 13.000 глядачів, та було знято те, що наступного року стало DVD «Cielo tangenziale ovest». Навесні вони написали і записали разом з гуртом Linea 77 пісню «66 (Diabolus in musica)», яка була включена в їхній альбом «Numb». В жовтні видано «Anomalia Subsonica», офіційну біографію, що її написав журналіст Паоло Феррарі.

### Прощання з компанією«Mescal»та проект «Casasonica»
11 січня 2004 року у них офіційно почалась робота над новим альбомом «Terrestre». 2 березня вони виступили в концерті на фестивалі «Тора! Тора!» у Мантуї, 27 квітня записали на площі Кастелло в Турині кліп на пісню «66 (Diabolus in musica)» з гуртом Linea 77, а 8 брали участь у фестивалі Traffic Festival у вечорі «Небеса Турину», де вони грали з різними найрепрезентативнішими туринськими гуртами: Africa Unite, Linea 77, Mau Mau, Madaski, Persiana Jones та Fratelli di Soledad.
16 липня вони підписали контракт з італійською EMI і контекстуально утворили звукову компанію «Casasonica», яка продюсує пісні гуртів Sikitikis, Cinemavolta, SteelA, Robertina та Gatto Ciliegia contro il Grande Freddo, Petrol та LNRipley. В вересні звукова компанія «Mescal» випустила «Cielo tangenziale Ovest», а 22 числа того самого місяця гурт грав на концерті «Concerto per Piero alla Lega dei Furiosi», презентуючи три нові пісні. В грудні розпочався запис альбому «Terrestre».
Зміна звукової компанії була надто різкою, адже контракт з Mescal передбачав запис інших других студійних альбомів. Члени гурту, засмучені поведінкою начальників незалежної звукокомпанії, заявляють виконаними контрактуальні обов'язки, презентуючи EMI два нові студійні альбомі, які Mescal навпаки вважала як «альбоми лише з шумами». Подія завершилася взаємними скаргами. Перехід до EMI, як Самуель заявив у кількох тодішніх інтерв'ю, пов'язаний з бажанням гурту мати більшу артистичну й економічну незалежність.

### «Terrestre»(2004—2006)
Обидві компанії випустили майже одночасно кожна один альбом: Mescal, без дозволу гурту, випустила збірник «SUBurbani 1997-2004», а EMI — новий альбом «Terrestre», який вийшов 22 квітня в двох версіях, а саме: компакт-диск та компакт-диск з DVD. Перший сингл був «Abitudine». Потім вийшли послідовно сингли «Corpo a corpo», це пісня, в кліпі на яку Subsonica показують свої обличчя та тіла, одні над одними та спотворені, змішуючи оголеність своєї шкіри з оголеністю друзів, та «Incantevole», який залишився в чартах понад три місяці та став найпроданішим синглом гурту Subsonica.
Рік розпочався тим, що гурт брав участь у фестивалі «Eurosonic» у Гронінгені (Нідерланди). Також у 2005 році вони брали участь у програмі Адріано Челентано «Рок-політика» на каналах Rai, з піснею «Corpo a corpo». Відповідно в січні та в червні вийшли сингли «Vita d'altri», анімаційний кліп на яку зняв режисер Марко Павоне, та «L'odore». Протягом дворіччя 2005/2006 відбулись два тури: «Terrestre Tour» в палацах та «Be Human Club Tour» в клубах, і за 50 дат було більше, ніж 230 000 глядачів. 23 квітня брали участь в шоу «Водневі об'єми», яке проходило у Паласпорт Олімпіко в Турині, під час святкування Туринської Світової Книги. Фундамент за книгу, музику та культуру Туринської комуни довірило бути директором шоу Максу Казаччі.

На виступі, в якому брали участь гурти Linea 77, Mau Mau, Africa Unite та інші, брало участь понад 11 000 чоловік, а гурт закінчив концерт Алессандро Барікко, тим часом як гурт, який виступав паралельно, завершив книгою «Мобі Дік» Германа Мелвілла.
Для останнього концерту 2006 року, гурт вибрав зовсім інший контекст, відкриваючи в липні на фестивалі «Корнетто Фрі М'юзік», найважливішому безкоштовному фестивалі в Італії. Понад 200 000 чоловік прийшло натовпом на площу Св. Івана в Римі святкувати десять років творчої діяльності гурту.
Влітку, кожний окремий член гурту скористався моментом паузи, щоб зосередитись на своїх паралельних проектах. Макс організував третє видання фестивалю «Треффік - Торіно Фрі Фестиваль», разом з Ману Чао, Franz Ferdinand та The Strokes. Самуель записав другий альбом гурту Motel Connection. Буста опублікував свою другу книгу. Нінджа став діджеєм драм-н-басс і утворив, разом з П'єрфанком, Але Баво, Мак Віктор та іншими, проект LNRipley. Вісьйо працював над усілякими інструментальними дослідами в своїй основній студії.
У листопаді вийшов диск Terrestre live e varie altre disfunzioni, подвійний альбом (концертний та акустичний), в якому зібрані пісні, виконані на турі альбому «Terrestre» та виконання пісень інших виконавців, в тім числі Джіджі Рестаньйо, Макс Ромео та Елліотт Сміт, з репертуару яких вони записали пісні «Coriandoli a Natale», «I Chase the Devil» та «Angeles». Останній вийшов як сингл в травні 2007 року, а Лука Лумака на нього зняв анімаційний кліп.
Того самого дня вийшов і DVD Be Human: Cronache Terrestri Tour 2005, документарій, реалізований Лукою Пасторе, який був зосереджений на останньому концерті тура альбому «Terrestre» в Мазда Паласі в Турині і на житті гурту Subsonica за кулісами.
Тим часом відеокліп на пісню «Incantevole» виграв Приз Відеокліпу 2006 року, а інструментальний трек «Cullati dalla tempesta» була вжита як соноризація короткометражного фільму режисера Роберто Росселліні, презентованому на Римському міжнародному кінофестивалю.
В жовтні того самого року вийшов альбом GE-2001, збірник, який вийшов разом з газетою Il manifesto, для збірки фундів після суду на фактах Великої вісімки в Генуї. В події брали участь різні виконавці, в тім числі й самі Subsonica з піснею «Come se».

### «L'eclissi»(2007—2008)

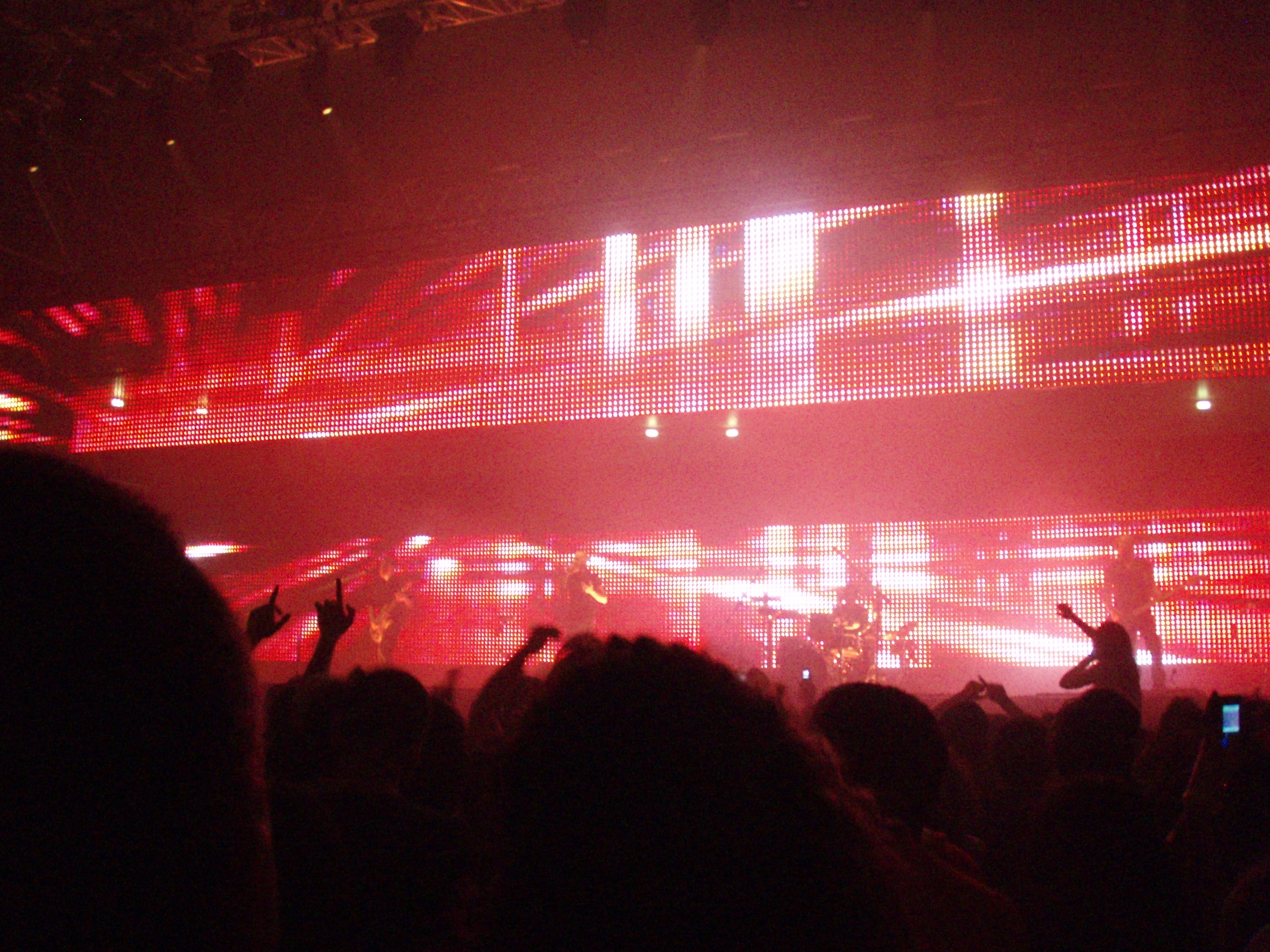
Subsonica Live 2008

12 жовтня 2007 вийшов сингл «La glaciazione», перший сингл із нового альбому під назвою «L'eclissi», який було опубліковано 23 листопада, одночасно з інавгурацією в Єзоло нового дев'ятидатного туру, який завершився в Турині 12 грудня. На всіх датах туру виконувалась пісня «Up Patriots To Arms» Франко Баттіато. Цю пісню гурт вперше виконував з самим Баттіато на фестивалі «Траффік» в Турині, коли сицилійський кантауторе попросив їх з ним поспівпрацювати.
Друга частина промоційного туру альбому передбачила 15 дат в італійських аренах, від Кунео 9 лютого 2008 року до Мазда Паласу в Турині 26 березня. Деякі дати було потім перенесено через справи співака і в результаті тур завершився 4 квітня в Ріміні.
5 лютого 2008 року вийшов на сайті www.subsonica.it [Архівовано 24 вересня 2014 у Wayback Machine.] кліп на другий сингл із альбому «L'eclissi», а саме «L'ultima risposta».

В квітні вони виграли шостий сезон Призу Амністії Італії 2008 року з піснею «Canenero». Приз вручила Міжнародна амністія за найкращу пісню про права людини, яка була опублікована рік перед тим.
24 травня, якраз 11 років після виходу першого альбому, відбувся концерт на Площі Вітторіо Венето в Турині, звідки все почалось. Концерт містився в проекті «Uniamo le energie», два дні зустрічей і спілкування на тему: нові джерела та економія енергії, яка отримала назву «війна за незалежність від нафти», це слова, які зі сцени сказала також Мерседес Брессо незадовго до концерту.

### «Nel vuoto per mano»(2008—2009)
14 вересня 2008 року побачив світ альбом «Nel vuoto per mano 1997/2007», перший офіційний збірник синглів гурту Subsonica, який містив новий сингл «Il vento», на який Козимо Алема відзняв кліп, дія якого відбувалась серед хмарочосів Дирекційного Центру Неаполя (а плейбек було відзнято в Цеху Великих Ремонтів a Torino).
Як другий сингл із альбому вийшла пісня «Strade», одна із найулюбленіших пісень серед фанатів, на яку був Лука Пасторе зняв кліп, який ротувався музичними каналами і в якому було показано репертуарні зображення гурту від часів початку творчої діяльності.
Після виходу збірки, гурт розколовся, а його члени продовжили в своїх проектах, які вони перервали. Дійсно, 2010 року вийшов альбом «H.E.R.O.I.N.» гурту Motel Connection, лідером якого був Самуель.
Влітку того самого року гурт все-таки був серед головних виконавців вісімнадцятого сезону Сіґету, найбільшого європейського фестивалю, який проходить щороку в Будапешті.
В вересні 2010 року вийшла пісня «SubVolley», написана для чемпіонатів світу з чоловічого волейболу, які пройшли в Італії. Ця пісня є також офіційним гімном маніфестації.

### «paraSubnormal activity»
Завдяки кільком аматорським відео жахів (які відзняв сам гурт), знайдені за вкладкою «Diario di bordo» їхнього сайту, дійшла новина про майбутній шостий альбом гурту, «Eden», який вони готували на березень 2011 року.
Відео, названі «paraSubnormal activity (uccisi dalla commerciabilità)», є розділами аматорського короткометражного фільму, поділеного на чотири епізоди, в основному жахів, з іронією про деякі фрази із критики, яка в часи виходу альбому «Terrestre» визначила гурт як «проданий комерційно».
Фільм про нещасливі події гурту, що його, під час запису нового альбому, здійсненого в їхній сільській хаті, атакував вбивця, який хотів їх покарати за те, що вони продались комерційності.

В четвертому епізоді чути уривок із того, що буде піснею «Benzina Ogoshi», сингл із міні-альбому «Benzina», який вийшов потім, ексклюзивно з газетою «La Repubblica XL».
10 грудня 2010 року вийшла друга серія, зйомки якої відбулись у студіях компанії «Casasonica».

### «Eden»(2011)
Після фільму «paraSubnormal activity», чутки про шостий альбом посилились аж до ствердження правильної дати випуску альбому — березень 2011 року.

Гурт випустив як перший сингл пісню «Eden», доступну для безкоштовного скачування лише на перший день пісня виходу, 9 грудня 2010 року і після якої в січні 2011 вийшов сингл «Istrice». Коли вийшов цей другий сингл, стало відомо, що назва альбому, який незабаром вийде, буде «Eden», а сам альбом вийде 8 березня.
Тим часом, прикріплено до випуску щомісячної газети «La Repubblica XL» в лютому ексклюзивно вийшов сингл «Benzina Ogoshi». Текст цієї пісні написало більше людей, ніж можна собі уявити. Через офіційний сайт, Subsonica звернулись до своїх фанатів, просячи їх перечислити всі свої «Ти не зумів…», тобто все те, що ми не зуміли зробити, або хтось нам докоряв, що ми не зуміли зробити. Цими фразами замінено старі куплети пісні «Benzina Ogoshi versione Parasubnormal Activity». Отже, співпраця з фанатами виникла від потреби мати змогу вставити пісню «Benzina Ogoshi» в новий CD, але з текстом, який буде зрозумілим широкому загалу, а не тільки глядачам фільму жахів, знятого гуртом Subsonica.
Графіку обкладинки та буклет, Subsonica довірили студії «Truly Design», тобто колективу, у якому було четверо молодих художників туринської панорами.
Зважаючи на вихід альбому «Eden», Subsonica просунули диск і зустріли своїх фанатів у всіх найважливіших італійських Fnac: почали із Турину вечері 7 березня, а потім були й у Мілані, Римі, Неаполі, Флоренції, Генуї та Вероні. Третім синглом із альбому «Eden» була пісня «Il diluvio», строго в стилі драм-енд-бейс, на яку був знятий кліп з сильним впливом, у якому члени гурту, занурені в нейтральне середовище, ніби відтворюють міміку переважної сили своїх концертних виступів, — стрибаючи і рухаючись багато —, але чергують усе з печернами моментами, де здається, що вони жартують один над одним, а особливо висміюють деякий вид поведінки самовдоволення, характерний для гуртів для підлітків.

## Склад[5]

### Теперішній
- Самуель Умберто Романо, відомий як Самуель (1972) — вокал
- Массіміліано Казаччі, відомий як Чі-Макс (1963) — вокал, гітара
- Давіде Ділео, відомий як Буста (1974) — вокал, клавішні
- Енріко Матта, відомий як Нінджа (1971) — ударні
- Лука Вічіні, відомий як Басс Вісьйо (1971) — бас-гітара (з 1999 року)

### Колишні учасники
- П'єрпаоло Перетті Ґріва, відомий як П'єрфанк (1967) — бас-гітара (з 1996 по 1999 рр.)

## Дискографія

### Студійні альбоми
- 1997 — SubsOnicA
- 1999 — Microchip emozionale
- 2002 — Amorematico
- 2005 — Terrestre
- 2007 — L'eclissi
- 2011 — Eden
- 2014 — Una nave in una foresta

### Збірки
- 2005 — SUBurbani 1997-2004
- 2008 — Studio Box 2008
- 2008 — Nel vuoto per mano

### Концертні альбоми
- 1998 — Coi piedi sul palco
- 2003 — Controllo del livello di rombo
- 2006 — Terrestre live e varie altre disfunzioni; подвійний CD, перший концертний, а другий з акустичними і неакустичними перевиданнями деяких треків.

### DVD
- 2004 — Cielo Tangenziale Ovest
- 2006 — Be Human: Cronache Terrestri — Tour 2005

## Тури
- 2000 — Microchip emozionale Tour
- 2002 — Amorematico Tour
- 2005 — Terrestre Tour
- 2005–2006 — Be Human Club Tour
- 2007–2008 — L'eclissi Tour
- 2011 — Eden Tour, Tour Teatrale
- 2012 — Tour Europeo, Istantanee Tour

## Призи
- 2000
  - MTV Europe Music Award — Регіональний приз 2000 року: «Найкращі італійські виконавці»
  - ІМП: «Найкращий диск» та «Найкращий гурт»

- 2002
  - MTV Europe Music Award — Регіональний приз 2002 року: «Найкращі італійські виконавці»
  - Italian Music Awards: Графічний проект альбому «Amorematico» та адаптування пісні «Nuvole Rapide»
  - Приз Ґринцане Кавур

- 2008
  - Приз Амністії Італії (за пісню Canenero)

- 2011
  - Срібний Їжак — Гурт року за «Музичними фактами 2011»

## Паралельні проекти
- Буста
  - Iconoclash
  - Caesar Palace
- Самуель
  - Motel Connection
  - Krakatoa
- Макс
  - Casasonica
  - Deproducers [Архівовано 10 травня 2019 у Wayback Machine.]
- Нінджа
  - LNRipley